# Fedčenkův ledovec
Fedčenkův ledovec (rusky Ледник Федченко, tádžicky Пиряхи Федченко) je dendritický údolní ledovec v pohoří Pamír, nacházející se na území tádžické autonomní oblasti Horský Badachšán. Je nejdelším samostatným ledovcem na Zemi mimo polární oblasti (měří podle různých odhadů 71 až 77 kilometrů), zaujímá plochu okolo 700 km² a dosahuje maximální tloušťky zhruba tisíc metrů. Ledovec začíná na svahu hory Pik Garmo (6595 m) v nadmořské výšce od 6200 metrů do 2900 metrů, tajícím ledem napájí řeku Seldaru, levou pramennou řeku řeky Muksu. Má třicet čtyři větví, nejdelší z nich měří dvacet kilometrů. Na povrchu ledovce jsou viditelné četné morény.
Ledovec byl objeven v roce 1878 Vasilijem Fjodorovičem Ošaninem a prozkoumán expedicí Akademie věd SSSR v roce 1928. Byl pojmenován na počest ruského přírodovědce Alexeje Pavloviče Fedčenka (1844–1873). V roce 1933 byla na ledovci v nadmořské výšce 4169 m otevřena hydrometeorologická stanice.